# Ferdinand IV., hrvatsko-ugarski kralj
Ferdinand IV. (* Beč, 8. rujna 1633.; † Beč, 9. srpnja 1654.), rođen kao Ferdinand Franjo, iz dinastije Habsburg bio je od 1653. do 1654. rimsko-njemački kralj, od 1646. pa do smrti češki kralj, te od 1647. pa do smrti hrvatsko-ugarski kralj. 

## Život
Nadvojvoda Ferdinand IV. bio je najstariji sin cara Ferdinanda III. i Marije Ane Španjolske. Otpočetka je bio određen za očeva nasljednika tako da je 1646. izabran za češkog kralja, iduće godine za hrvatsko-ugarskog kralja te je okrunjen krunom sv. Stjepana, a 31. svibnja 1653. za rimsko-njemačkog kralja. Okrunjen je 18. lipnja iste godine u Regensburgu. No, već iduće godine je umro od boginja. Naslijedio ga je mlađi brat Leopold I.
Ferdinand je osobito štovao Gospu Loretsku tako da je oporučno odredio da mu srce bude pokopano ispod kapele Gospe Loretske u crkvi sv. Augustina kod Hofburga. To je postala tradicija pa su i Habsburgovci poslije njega oporučno na istom mjestu dali pokopati svoje srce u urni. 
Unatoč vladarskim naslovima i krunidbama Ferdinand IV. nije nikada stvarno vladao jer je umro prije svoga oca. Trag njegove formalne vladavine ostao je međutim u titulaturi kasnijih habsburških vladara pa je tako Ferdinand I. Austrijski kao hrvatsko-ugarski i češki kralj bio Ferdinand V.